# Under My Wheels
Singles de Alice Cooper
Caught in a Dream
(1971) Be My Lover
(1972)
Under My Wheels est une chanson d'Alice Cooper parue sur l'album Killer en 1971. Le titre est signé par Michael Bruce, Dennis Dunaway et le producteur Bob Ezrin. Aux États-Unis, le single s'est classé à la 59e position. Le single parvient à la 66e position au Royaume-Uni.
La chanson a été réenregistrée en 1988 par Alice Cooper et le groupe Guns N' Roses, le titre est interprété en duo par Alice Cooper et Axl Rose pour la bande-son du film documentaire de Penelope Spheeris, The Decline of Western Civilization Part II: The Metal Years via Slash Records.
Under My Wheels a été remixé pour la compilation Greatest Hits parue en 1974. Le titre figure également sur les compilations The Beast of Alice Cooper (1993), The Life and Crimes of Alice Cooper (1999) et Mascara and Monsters: The Best of Alice Cooper (2001). La chanson a également été reprise par Joe Elliott pour l'album Humanary Stew: A Tribute to Alice Cooper ou encore par le groupe Hanoi Rocks via l'album All Those Wasted Years.

## Musiciens
- Alice Cooper - chants
- Glen Buxton - guitare solo
- Michael Bruce - guitare rythmique, claviers
- Dennis Dunaway - basse
- Neal Smith - batterie, percussions
- Rick Derringer - guitare